# 機器人 (星際大戰)

机器人R2-D2和C-3PO。

機器人是指科幻作品星際大战系列中拥有一定程度人工智能被称为“droid”的虚构机器人，“droid”是“android”的缩写，这个词最初是为设计成看起来和行为像人类的机器人。“android”这个词本身源于古希腊词“androīdēs”，意思是“像人一样”。
乔治·卢卡斯在1975年1月28日完成的星球大战第二稿剧本中首次使用了“droid”一词。虽然1952年Mari Wolf在她的故事《Roborts of the world! Arise!》中已经使用了这个词。不知卢卡斯是否参考，亦或是独立提出了这个词。
自1977年开始，“droid”一词是卢卡斯影业的注册商标

## 幕后
机器人使用多种方法进行表演，包括电子机械、皮套演员（有时是踩高跷）和计算机动画。

### 商标
卢卡斯影业于1977年将“droid”注册为商标。威訊無線在卢卡斯影业的授权下使用“Droid”一词来表示基于Android操作系统的智能手机系列。摩托罗拉于2009年末推出的基于谷歌Android的手机被称为Droid。之后扩展到包括威訊发布的其他Android手机，包括HTC Droid Eris 、HTC Droid Incredible、摩托罗拉 Droid X、摩托罗拉Droid 2和摩托罗拉Droid Pro。该术语还用于卢卡斯影业的项目EditDroid（非线性剪輯系统）和SoundDroid（早期数字音频工作站）。
2004年皮克斯电影《超人特攻队》中，“Omnidroid”这个名字经卢卡斯影业授权使用。

## 机器人类型
从1977年的电影《星際大战》开始，展示出各种旨在执行特定功能的机器人。根据背景资料，大多数机器人缺乏真正的感情，并且被赋予仅足以执行其指定功能的处理能力。然而，随着时间的推移，机器人可能会随着经验的积累而自行发展出感知情绪。定期记忆擦除可以防止此类情况发生，而那些逃脱这种命运的机器人将发展出自己的个性。
在星球大战宇宙中，根据技能对不同的机器人进行分类：第一类机器人（物理科学、数学、医学、生物科学），第二类机器人（工程、技术），第三类机器人（社会科学、服务职能），第四类机器人（安全保障和军事职能），第五类机器人（体力劳动和其他非智能工作）。

### 礼仪机器人
礼仪机器人（Protocol droid）精通于翻译、礼仪、風俗，并且外观通常是人形。礼仪机器人用于协助外交沟通或商务谈判，并且通常充当其主人的私人助理。礼仪机器人也用于军事服务，比如作为管理员、信使或间谍。而且，他们常常表现得古板和讲究。
其中最知名的是C-3PO，它在星球大战首部电影中登场，并出现在所有后传和前传中。4-LOM是一个改造成赏金猎人的礼仪机器人，《星際大戰五部曲：帝國大反擊》中受命于达斯维达追捕千年鷹号。TC-14是一个女性化编程的礼仪机器人，出现在《星際大戰首部曲：威脅潛伏》中。ME-8D9是一个“未知制造的古老礼仪机器人”，出现在《原力觉醒》玛兹·卡纳塔位于塔可達納的城堡中。

### 宇航技工机器人
宇航技工机器人（Astromech droid）是一系列“用于维护和修理星舰等相关技术的多功能机器人”。这些小型机器人通常附带“各种小部件工具，存放于凹进的隔间中”。在某些航天器上，例如X翼星际战斗机，宇航技工机器人还兼作飞船的导航系统。除了协助驾驶与维护，宇航技工机器人还能协同飞船在超空间航行时规划一个安全的航线。
R2-D2是首部电影中登场的宇航技工机器人，并出现在所有后续电影中。出故障的机器人R5-D4也在首部电影中短暂亮相。《複製人之戰》中U9-C4是一个胆小的机器人，与QT-KT、R2-D2、M5-BZ、WAC-47组建D小队一起执行任务。《反抗軍起義》中，C1-10P（绰号“Chopper”）是一个经常需要修理的“过时”机器人。BB-8是《原力觉醒》中X翼战斗机飞行员波·戴姆倫的宇航技工机器人。

### 战斗机器人

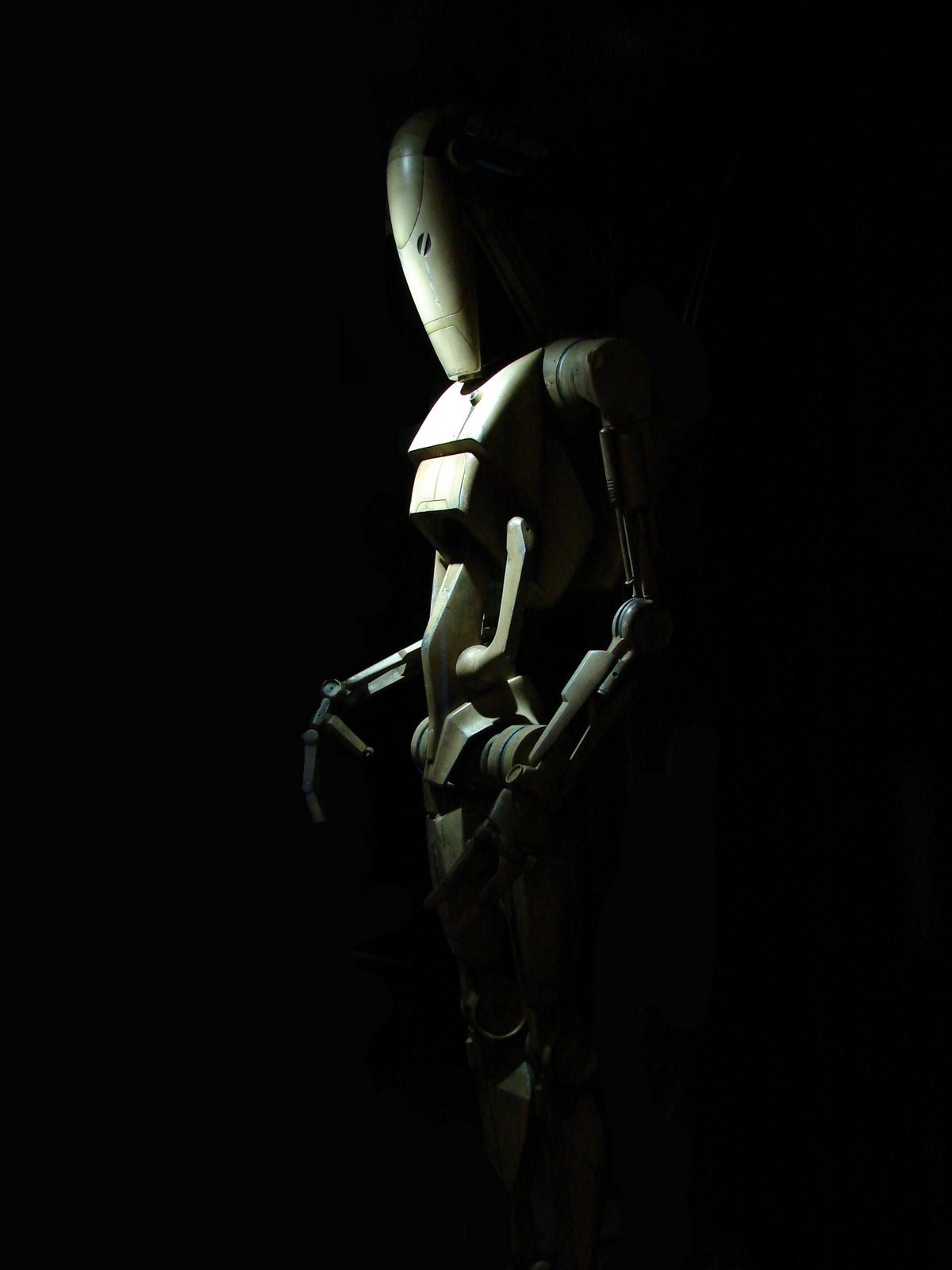
前传三部曲和克隆人战争相关作品中的B1战斗机器人。

战斗机器人（Battle droid）是一类军用机器人，用作比人类士兵更易于控制的替代品，最突出的出现在克隆人战争相关作品中，其中B1、B2型是常见的反派。由于遍布于各处，B1通常直接被称作战斗机器人，而B2也被称为超级战斗机器人。这些机器人作为独立星系邦联或分离主义联盟的主要部队，在克隆人战争期间充当银河共和国克隆人士兵的主要对手。
高而瘦的B1型机器人类似于吉奥诺西斯的生物，是巴克托伊德装甲工厂为貿易聯盟以及后来的獨立邦聯设计制造的机器人。直立1.93米（6英尺4英寸）的高大B1战斗机器人被赋予了人形外观，因此可以操作常规的机械和武器，并且旨在廉价地大量生产。在纳布战役期间，作为节省成本的措施，战斗机器人由中央指挥计算机控制。到了克隆人战争时期，这一缺陷通过赋予他们有限的独立思考能力而得到纠正。在吉奥诺西斯战役中引入的B2超级战斗机器人由技术联盟设计，由巴克托伊德制造，作为B1型的改进，装备重装甲并限制独立思考能力，右臂集成一个双管激光炮。
B1战斗机器人在电影中被评价为无能又无聊的对手，容易被摧毁并且没有个性。SyFy的Rafael Motamayor评论2008年的《克隆人战争》电视剧通过赋予他们鲜明的个性重塑了他们的形象。系列中的战斗机器人表现出对他们炮灰性质的自我意识。这通常被用作喜剧成分，战斗机器人讲述他们各自的悲惨境遇，甚至会质疑可能导致自己或同伴被杀的命令。
除了B1、B2型之外，星球大战虚构的宇宙中还出现了多种其他类型的战斗机器人。毁灭者机器人是一种由科利科伊创造的三足重型步兵机器人，它类似于一种嗜血的昆虫类物种。它配备了双爆能炮和一个偏导护盾发生器。它可以变成滚轮形态，移动速度高达75 km/h（47 mph）。突击队机器人是B1战斗机器人的高级版本，可以承受爆能枪火力的坚固装甲以及更先进的战斗程序和战略意识。T系列战术机器人充当獨立邦聯指挥官顾问或其他战斗机器人指挥团，而超级战术机器人则充当机器人陆军和舰队的将军。载具机器人和飞船机器人包括秃鹫机器人、矮蜘蛛机器人和暴火机器人。克隆人战争后，帝国参议院禁止制造战斗机器人，但在制造安保机器人方面存在漏洞。这包括帝国军队的KX系列，其中K-2SO就是一个例子。

### 探测机器人

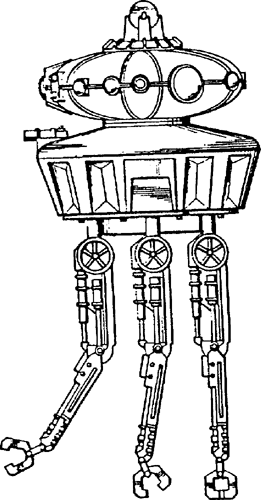
专利文件中的探测机器人玩具草图。

探测机器人（Probe droid）首次出现在《帝国反击战》因为帝国部署了数以千计的机器人来搜索隐藏的叛军基地。他们被描述为通过配备超空间推进器的吊舱前往银河系的几乎任何地方，以寻找他们的目标。它们2米（6英尺7英寸）高，以反重力装置漂浮在地面上方，并由静音推进器驱动，配备各种传感设备，包括运动检测器、紫外线传感器、自卫爆能枪和一个全息网络收发器以发送任何蛛丝马迹给帝国军队。
在《帝国反击战》的制作过程中，乔·约翰斯顿绘制的故事板受到了丹·欧班农和尚·吉羅的短篇漫画《The long tomorrow（1975）》的影响，一个从中借来并重新调整姿势的角色，还有一个尚·吉羅设计的机器人，这可能是探测机器人设计基础。

### 其他机器人
劳工机器人可用于各种任务，从非常简单的任务（例如举起重物）到复杂的任务（例如修理机器或管理整个设施），尽管它们的编程是针对特定任务的。例如，采矿机器人通常从危险环境中提取宝贵资源，以及动力机器人作为移动聚变反应堆为船舶、机器和其他机器人充电的。审讯机器人利用各种设备、化学品和技术来针对囚犯的弱点，以便从中获取信息。像IG系列这样的刺客机器人会以高效率追捕他们的目标，有的为其主人服务，有的可能独立运作。另一方面，医疗机器人不知疲倦地工作来治愈受到伤害的人，作为医疗助理、助产士以及医生，许多机器人拥有不同物种生理的百科全书知识，因此可以正确诊断和治疗患者。

## 机器人角色
| 名称                        | 演员 | 描述 |
| --------------------------- | --- | --- |
| 2-1B                        | 配音：兰迪·汤姆（帝国大反击）、Denny Delk（西斯大帝的复仇）                                                              | 医疗机器人，《帝国反击战》中给巴克塔箱中的路克·天行者换了只手。安纳金·天行者也有一个2-1B医疗机器人。 |
| 4-LOM                       | Chris Parsons（帝國大反擊）                                                                                              | 具有昆虫类特征的礼仪机器人，4-LOM是赏金猎人之一，在《帝國大反擊》中追捕千年鷹号。 |
| 8D8                         | 不適用 | 为赫特人贾霸工作的酷刑机器人。 |
| 0-0-0（三零）               | 不適用 | 结构类似于C-3PO。作为阿芙拉博士和BT-1的合作伙伴，这个机器人首次出现在漫威漫画系列《星際大战：达斯维达》中，在阿芙拉博士系列中也有大量出现。 |
| AP-5                        | 配音：Stephen Stanton（反抗軍起義）                                                                                      | 一个RA-7礼仪机器人，作为领航员为银河共和国服务。后来被帝国派去执行清点任务，《反抗軍起義》中遇到Chopper |
| AZI-3                       | 配音：Ben Diskin（複製人之戰、瑕疵品）                                                                                   | 为卡米诺克隆人服务的医疗机器人，他帮助5號和突擊隊99號小組揭开了66號密令的秘密。 |
| Mister Bones                | 不適用 | 《余波》中重做的B1战斗机器人，服务于特明·韦克斯利。 |
| BB-8                        | 戲偶：Dave Chapman、Brian Herring（EpisodesVII-IX） 音效：比爾·哈德、本·施瓦茨（Episodes VII-IX）                        | 波·戴姆倫的宇航技工机器人。 |
| BB-9E                       | | 第一軍團的黑色涂装BB系列宇航技工机器人。 |
| BD-1                        | 配音：Ben Burtt（絕地：組織殞落）                                                                                        | 绝地大师恩诺·科尔多瓦的小型机器人，在博加诺星球上遇到卡尔·凯斯蒂斯并成为朋友。 |
| BT-1（Bee-Tee）             | 不適用 | 由宇航技工机器人改装成杀手机器人，有各种内置攻击武器。作为阿芙拉博士和0-0-0的助手。 |
| C1-10P（Chopper）           | 配音：Dave Filoni（反抗軍起義、宿命原力）                                                                                | 在反抗軍“幽灵”号货船上的外表过时的宇航技工机器人。 |
| C-3PO                       | Anthony Daniels（Episodes I-IX、俠盜一號） 配音：Anthony Daniels（複製人之戰、反抗軍起義、宿命原力、抵抗勢力）           | 安納金·天行者制作的礼仪机器人。 |
| CH-33P                      | 配音：Dave Filoni（複製人之戰）                                                                                          | C1系列宇航技工机器人在66号令发布后帮助亞蘇卡·譚諾。 |
| D-O                         | 配音：J·J·艾布斯（天行者的崛起）                                                                                         | Ochi的机器人，在旧飞船中被BB-8发现并重新激活。 |
| EV-9D9                      | 配音：Richard Marquand（絕地大反攻）馬克·漢米爾（曼達洛人）                                                              | 在赫特人贾巴的宫殿里工作的酷刑机器人。 |
| FX-7                        | 不適用 | 霍斯2-1B医疗机器人助理。 |
| GA-97                       | 配音：David Acord（原力覺醒）                                                                                            | 玛兹·卡纳塔城堡的服务机器人。 |
| G-G                         | 不適用 | R4宇航技工机器人，当66号命令下达后，他帮助了亞蘇卡，但被冲锋队摧毁。 |
| Gonk droid（GNK动力机器人） | Rusty Goffe、Latin Lahr、Jack Purvis、肯尼·貝克、Kiran Shah、Raymond Griffiths、Arti Shah、Ivan Manzella 配音：Ben Burtt | 长方体的机器人，行走非常缓慢。它实际上是一个两足步行移动能源。1978年，Kenner制作了一个“动力机器人”的人偶。 |
| HK-47                       | Kristoffer Tabori | HK-47是一个拟人士兵机器人，设计成一个暴力杀手，登场于在游戏舊共和國武士。 |
| IG-11                       | 配音：塔伊加·維迪提（曼達洛人）                                                                                          | 一个賞金獵人機器人，后来重新編程為保母機器人。 |
| IG-88B                      | 配音：Matthew Wood（宿命原力）                                                                                           | 帝国反击战中引进的赏金猎人刺客机器人，被达斯·维德召唤到执行者号上寻找千年隼。“IG-88”并不是这个角色的原名，因为《帝国大反擊》的剧本称这个角色为“chrome战争机器人”，而在制作过程中，这个角色被称为“Phlutdroid”。制作木偶的材料回收自首部电影《曙光乍現》的道具。 |
| General Kalani              | 配音：Gregg Berger（克隆人战争、反抗軍起義）                                                                             | 一个分离主义势力的战术机器人，率领机器人军队占领了翁德伦星球。 |
| K-2SO                       | 阿蘭·圖代克（俠盜一號、安道爾）                                                                                          | 帝国安保机器人被偷走并重新编程。他的外表使他更容易渗透帝国设施和前哨，但由于他的重新编程，他倾向于直言不讳地表达自己的想法。他在保护琴·厄索和卡西恩·安道爾的时被冲锋队摧毁。                                                                                   |
| L3-37                       | 菲比·沃勒-布里奇（外傳：韓索羅）                                                                                         | 兰多·卡瑞辛的女性化飞行员机器人，千年鷹号的原副驾驶。 |
| ME-8D9                      | 不適用 | 在玛兹·卡纳塔位于塔可達納的城堡中的古老礼仪机器人。 |
| OOM-9                       | 不適用 | 在入侵纳布时指挥战斗机器人。 |
| PZ-4CO                      | 不適用 | 出现于《Journey to Star Wars：The Force Awakens Moving Target：A Princess Leia Adventure》。 |
| Q9-0（Zero）                | 配音：理查德·艾欧阿德（曼達洛人）                                                                                        | 蘭薩爾·馬爾克的機器人，可以擔當飛行員、導航員和駭客等職責。 |
| R2-D2                       | 肯尼·貝克（Episodes I–VI、VII） Jimmy Vee（Episodes VII–IX、俠盜一號）                                                   | 诞生于纳布的R2宇航技工机器人。 |
| R2-KT                       | 不適用 | 粉色的R2宇航技工机器人，R2-KT的名称是为了纪念7岁的已故星球大战粉丝Katie Johnston。 |
| R3-S6                       | 不適用 | R2D2失踪后替代R2D2，后来被揭露为格里弗斯将军的间谍，随后被R2-D2摧毁。 |
| R4-P17                      | 不適用 | 昵称"Arfour"，这个宇航技工机器人从歐比王·肯諾比去卡米诺开始就一直跟随，直到被蜂鸣机器人破坏后由R4-G9代替。 |
| R5-D4                       | 不適用 | 最初在塔图因卖给欧文·拉尔斯的宇航技工机器人，然而突然出现故障，取而代之的是R2-D2。 |
| R7-A7                       | 不適用 | 阿索卡·塔诺拥有的宇航技工机器人，当66号命令下达后，他帮助了阿索卡，但被克隆人士兵摧毁。 |
| RA-7（死星机器人）          | 不適用 | 这些礼仪机器人最初出现在1977年的电影《星球大战》中，主要被帝国官员用作仆人。因为死星上使用了大量的机器人，它们也被称为“昆虫机器人”或“死星机器人”。 |
| TC-14                       | John Fensom（威脅潛伏） 配音：琳賽·鄧肯（威脅潛伏）                                                                      | 在贸易联盟的旗舰上为欧比旺·克诺比和魁刚·金提供饮料的礼仪机器人。 |
| Todo 360                    | 配音：塞思·格林（複製人之戰、瑕疵品）                                                                                    | 凯德贝恩的技术服务机器人。 |
| U9-C4                       | 不適用 | 胆小的机器人，与QT-KT、R2-D2、M5-BZ、WAC-47组建D小队一起执行任务 |
| WAC-47                      | 配音：Ben Diskin（克隆人战争）                                                                                           | 与QT-KT、R2-D2、M5-BZ、U9-C4组建D小队一起执行任务。 |

## 外部連結
- 维基共享资源上的相關多媒體資源：機器人